# 李道
李道（？—12世纪）。字行之，相州汤阴（今河南省安阳市）人，南宋将领。

## 生平
金兵入侵，李道与其兄李旺聚众归附东京留守宗泽，后李旺因事被宗泽所杀，李道继领其众。宗泽死後，隶属于武義大夫、忠州刺史、閤門宣贊舍人襄阳府鄧隨郢州镇抚使桑仲，官至武义郎、閤门宣赞舍人、鎮撫使司同副統制。绍兴元年（1131年）三月，知随州事。二年（1132年）三月，桑仲為知郢州事霍明所殺。閏四月，道聞之，與知鄧州事李橫共率軍縞素圍郢州，城中乏糧，攻甚急，霍明奔德安府。五月，偽齊聞桑仲死，遣通直郎張珖持敕書至隨州招李道，道不受，執來使押解宋廷，詔嘉獎。偽齊穆楷兵犯隨州，道大破之。六月，为武德郎、邓随州镇抚使兼知邓州事，道懼怕李橫，不敢上任，是月，與李橫合兵圍攻德安府。八月，圍攻德安府不克退兵。詔以不受偽檄，進二官，授武義大夫。十二月，李橫出兵北上，敗偽齊于楊家店，軍至汝州城下，守將武德大夫彭玘以城降，汝州克復，偽齊右武大夫、和州防禦使、添差鄭州兵馬鈐轄牛皋反正，偽齊知虢州事董震響應武翼郎、閣門宣贊舍人、權河南府鎮撫使翟琮。三年（1133年）正月，依舊知隨州。是月，翟琮與董震率山寨部眾入潼關，翟琮率部入西京，擒偽齊河南尹孟邦雄。李橫相繼收復潁川軍與長葛縣，兵至潁昌府，偽齊京西北路安撫使趙弼固守，橫領兵急功之，當日破城。劉豫遣先鋒將董先拒之，先出城殺掠數百人，率數百騎奔翟宗軍，拜為鎮撫使司都統制。東至鄭州，西至京兆府、北至黃河、諸州軍皆克復。三月，领荣州团练使。是月，武功大夫、袁州防禦使、京西招撫使、神武左副軍統制李橫傳檄諸軍以收復東京，數日克復潁昌府，偽齊以李成所部兩萬人迎戰，金國遣左都監宗弼援之，敗牛皋部于東京西北羊馳岡，李橫等以無甲敗走，潁昌府再陷。四月，諸軍退至汝州，道招降偽齊知唐州事胡安中。七月，諸軍退至襄陽府。北伐失利，偽齊南侵。十月，鄧州淪陷，李橫以軍糧不繼棄襄陽府，李道聞訊棄隨州，郢州遂陷落。道退至江州，與蔡唐州信陽軍鎮撫使牛皋等申狀江南西路安撫制置大使趙鼎與鎮南軍承宣使、江南西路兼舒蘄州制置使岳飛，願归岳飞指挥，改任選鋒軍統制。
四年（1144年）五月，李道參與岳飛第一次北伐。六月，率軍收復唐州。七月，襄陽六郡克復，充唐鄧郢州襄陽府都統制。五年（1135年）五月，錄襄漢之功，受賜金束帶。后繼領复州防御使、果州观察使。岳飛第四次北伐時，李道守襄阳府，累官至中侍大夫、武胜军承宣使。十三年（1143年）六月，改任鄂州驻扎御前前军统制。二十四年（1154年）五月，迁一官。武冈军猺人杨再兴聚众反宋，李道破其众，擒杨再兴及其二子。二十五年（1155年）正月，以收捕楊再興之勞，落阶官，授保宁军承宣使，加龙卫神卫四厢都指挥使，后改授镇南军承宣使。三十年（1160年）四月，为荆南府驻扎御前前军、右军统制。十二月，代太尉、武泰军节度使刘锜任荆南府御前诸军都统制，击败入犯金兵，焚烧金国将领刘士萼的舟船。三十二年（1162年）六月，罢为捧日天武四厢都指挥使、荆湖北路安抚使兼马步军都总管、知荆南府事。乾道二年（1166年）四月，知鄂州事莫濛、程逖、司馬倬奏其所為乖謬，政出胥吏，妄用經費，專意營私，盜賊群起，不即擒捕，以辄恃戚里，敢尔妄作罢免。后为荆湖北路马步军副都总管，死后追赠庆远军节度使。七年（1171年）七月，赠太尉，谥忠毅。绍熙元年（1190年）二月，赠太师。其女为慈懿皇后，因女贵，先后追封为和王、福王。

## 家族
- 祖：李泰，特赠太保，特追封永王、卫王
- 祖母：刘氏，特赠崇国唐国卫国夫人
- 父：李能，秉义郎、赠吉州刺史、特赠太傅，特追封信王、郑王
- 母：赵氏，硕人，特赠信国周国秦国夫人
- 妻：张氏，魏国夫人，特赠秦国夫人、鲁国夫人
- 子：李范，閤门宣赞舍人，特赠金州观察使
- 子：李筹，閤门宣赞舍人，特赠宜州观察使
- 子：李严，忠训郎，特赠利州观察使
- 女：李氏，平涼郡夫人、封成國夫人、適武節郎、閤門宣贊舍人霍漢臣
- 女：李氏，安化郡夫人、封信國夫人、適武經郎馬煥
- 女：李氏，彭原郡夫人、封崇國夫人、適忠訓郎士廉
- 女：慈懿皇后
- 孫：李孝友，右武郎、帶御器械、干辦皇城司
- 孫：李孝純，右武郎
- 孫：李孝斌，終官忠訓郎、贈文州刺史
- 孫女：李氏，適奉議郎、充點檢瞻軍激賞酒庫所干辦公事韓松
- 曾孫：李瑜，修武郎
- 曾孫：李粲，修武郎

## 延伸阅读
[在维基数据编辑]
 《宋史·卷465》，出自脱脱《宋史》